# 渾天瀚海介
渾天瀚海介（学名：Hansacypris hwetienyi）为巨星介科瀚海介屬下的一个种。